# Beit Zera
Beit Zera (בֵּית זֶרַע) est un kibboutz créé en 1927.

## Histoire
Le Kibboutz a été créé en 1927 par des Allemands et des Autrichiens, appelés les 'Kfar Nathan'.